# ستيفاني بايس
ستيفاني إيريس بايس (بالإنجليزية: Stephanie Irene Bice)‏ هي سياسية أمريكية من الحزب الجمهوري ولدت في يوم 11 نوفمبر 1973 في أوكلاهوما سيتي لأب مهاجر إيراني وأم أمريكية. أكملت دراسة العلاقات الدولية في جامعة ولاية أوكلاهوما. أنتخب في سنة 2020 كعضوة في مجلس النواب الأمريكي لتخلف الديمقراطية كيندرا هورن.